# Rosales, Pangasinan
Rosales là một đô thị hạng 1 ở tỉnh Pangasinan, Philippines. Theo điều tra dân số năm 2007, đô thị này có dân số 57.702 người.

## Barangay
Rosales được chia thành 37 barangay.
| - Acop - Bakitbakit - Balingcanaway - Cabalaoangan Norte - Cabalaoangan Sur - Camangaan - Capitan Tomas - Carmay West - Carmen East - Carmen West - Casanicolasan - Coliling - Calanutan (Don Felix Coloma) | - Guiling - Palakipak - Pangaoan - Rabago - Rizal - Salvacion - San Antonio - San Bartolome - San Isidro - San Luis - San Pedro East - San Pedro West | - San Vicente - San Angel - Station District - Tomana East - Tomana West - Zone I (Pob.) - Zone IV (Pob.) - Carmay East - Don Antonio Village - Zone II (Pob.) - Zone III (Pob.) - Zone V (Pob.) |